# Royal Football Club Tirlemont-Hageland
Ne pas confondre avec le Voorwaarts Tirlemont, un ancien club basé dans la même ville qui fusionne avec celui dont il est question ici en 1981.
Maillots
Actualités
Dernière mise à jour : 5 mars 2025.
Le (Koninklijke) Voetbal Klub Tienen est un club belge de football basé à Tirlemont. Porteur du matricule 132, le club évolue en Nationale 1 VV lors de la saison 2024-2025.
Au début de la saison 2021-2022, à la suite de la fusion avec le Dames du DVC Eva's Tienen qui devient sa section féminine, le matricule 132 perd temporairement le droit d'employer officiellement le « K » de Koninklijke .

## Le Club
- 1921 : fondation de RACING CLUB TIRLEMONT le 28/05/1921 et affiliation à l'Union Royale Belge des Sociétés de Football Association (URBSFA) le 20/08/1921[3].
- 1926 : RACING CLUB TIRLEMONT reçoit le numéro matricule 132[3].
- 1951 : après obtention du titre de Société Royale le 16/05/1951, changement de dénomination de RACING CLUB TIRLEMONT (132) en ROYAL RACING CLUB TIRLEMONT (132)[3].
- 1973 : changement de dénomination de ROYAL RACING CLUB TIRLEMONT (132) en ROYAL RACING CLUB TIENEN (132) le 31/07/1973[3].
- 1981 : fusion de ROYAL RACING CLUB TIENEN (132) et VOORWAARTS TIENEN (3229) pour former KONINKLIJKE VOETBALKLUB TIENEN (132) le 01/07/1981[3]. (Il est parfois signalé 1981 comme date de fondation de KVK TIENEN (132); cette assertion est inexacte : selon les règlements fédéraux, un club nouvellement créé doit entamer sa carrière sportive au "bas de l'échelle" à savoir ici en 1981 la 4° provinciale de Brabant; ce ne fut pas le cas. De plus, le club n'aurait pu utiliser le qualificatif "koninklijke" dans sa dénomination sans autorisation du Cabinet du Roi et sans existence ininterrompue depuis au moins 50 ans)[3].
- 2005: le KONINKLIJKE VOETBAL KLUB TIENEN (132) fusionne avec EVA'S KUMITCH (8220) qui devient sa section féminine.
- 2009: le KONINKLIJKE VOETBAL KLUB TIENEN (132) cesse sa collaboration avec la section féminine qui poursuit de maniière indépendant sous l'appellation de DAMES VOETBAL CLUB EVA'S TIENEN sous le matricule 9527.
- 2013 : Après une faillite et une cession de patrimoine, le club est obligé de changer de nom et devient le ROYAL FOOTBALL CLUB TIENEN-HAGELAND (132). La cession de patrimoine étant jugée non réglementaire par l'URBSFA, le matricule 132 est relégué d'une division et descend en Promotion, ce faisant, le club conserve son appellation de KONINKLIJKE VOETBAL KLUB TIENEN
- 2021: le KONINKLIJKE VOETBAL KLUB TIENEN (132) fusionne avec le DAMES VOETBAL CLUB EVA'S TIENEN (9227) qui devient sa section féminine.

## Résultats dans les divisions nationales
Statistiques mises à jour le 3 décembre 2024 (terme de la saison 2023-2024)

### Palmarès
- 1 fois champion de Division 2 en 1937.
- 4 fois champion de Division 3 en 1931, 1967, 1999 et 2006.
- 2 fois champion de Promotion en 1975 et 1984

### Bilan
| Niv | Divisions     | Jouées | Titres | TM Up | TM Down |
| --- | ------------- | ------ | ------ | ----- | ------- |
| I   | 1re nationale | 1      | 0      |       |         |
| II  | 2e nationale  | 34     | 1      |       | 1       |
| III | 3e nationale  | 47     | 4      |       | 1       |
| IV  | 4e nationale  | 12     | 3      | 1     | 1       |
| V   | 5e nationale  | 1      | 1      |       |         |
|     |               |        |        |       |         |
|     | TOTAUX        | 95     | 9      | 1     | 3       |

- TM Up : test-match pour départager des égalités, ou toutes formes de Barrages ou de Tour final pour une montée éventuelle.
- TM Down : test-match pour départager des égalités, ou toutes formes de Barrages ou de Tour final pour le maintien.

### Classements saison par saison
| Ordre | Saison  | Nom du club               | Niveau                         | Classement final          | Remarques                 |
| ----- | ------- | ------------------------- | ------------------------------ | ------------------------- | ------------------------- |
| 1     | 1926-27 | RC Tirlemont              | Promotion (D3) série B         | 8e/14                     |                           |
| 2     | 1927-28 | RC Tirlemont              | Promotion (D3) série C         | 5e/14                     |                           |
| 3     | 1928-29 | RC Tirlemont              | Promotion (D3) série C         | 7e/14                     |                           |
| 4     | 1929-30 | RC Tirlemont              | Promotion (D3) série C         | 3e/14                     |                           |
| 5     | 1930-31 | RC Tirlemont              | Promotion (D3) série C         | 1er/14                    | Champion et promu         |
| 6     | 1931-32 | RC Tirlemont              | Division 1 (D2) série B        | 10e/14                    |                           |
| 7     | 1932-33 | RC Tirlemont              | Division 1 (D2) série B        | 7e/14                     |                           |
| 8     | 1933-34 | RC Tirlemont              | Division 1 (D2) série A        | 2e/14                     | [ saisons 1 ]             |
| 9     | 1934-35 | RC Tirlemont              | Division 1 (D2) série B        | 2e/14                     | [ saisons 2 ]             |
| 10    | 1935-36 | RC Tirlemont              | Division 1 (D2) série A        | 5e/14                     |                           |
| 11    | 1936-37 | RC Tirlemont              | Division 1 (D2) série A        | 1er/14                    | Champion et promu         |
| 12    | 1937-38 | RC Tirlemont              | Division d'Honneur             | 14e/14                    | Relégué                   |
| 13    | 1938-39 | RC Tirlemont              | Division 1 (D2) série B        | 3e/14                     |                           |
|       | 1939-41 | Compétitions interrompues | Compétitions interrompues      | Compétitions interrompues | Compétitions interrompues |
| 14    | 1941-42 | RC Tirlemont              | Division 1 (D2) série A        | 2e/14                     | [ saisons 3 ]             |
| 15    | 1942-43 | RC Tirlemont              | Division 1 (D2) série A        | 7e/16                     |                           |
| 16    | 1943-44 | RC Tirlemont              | Division 1 (D2) série B        | 9e/15                     |                           |
|       | 1944-45 | Compétitions interrompues | Compétitions interrompues      | Compétitions interrompues | Compétitions interrompues |
| 17    | 1945-46 | RC Tirlemont              | Division 1 (D2) série B        | 3e/18                     |                           |
| 18    | 1946-47 | RC Tirlemont              | Division 1 (D2) série B        | 4e/17                     |                           |
| 19    | 1947-48 | RC Tirlemont              | Division 1 (D2) série A        | 9e/16                     |                           |
| 20    | 1948-49 | RC Tirlemont              | Division 1 (D2) série A        | 6e/16                     |                           |
| 21    | 1949-50 | RC Tirlemont              | Division 1 (D2) série B        | 7e/16                     |                           |
| 22    | 1950-51 | RC Tirlemont              | Division 1 (D2) série A        | 5e/16                     |                           |
| 23    | 1951-52 | R. RC Tirlemont           | Division 1 (D2) série B        | 2e/16                     | [ saisons 4 ]             |
| 24    | 1952-53 | R. RC Tirlemont           | Division 2                     | 5e/16                     |                           |
| 25    | 1953-54 | R. RC Tirlemont           | Division 2                     | 8e/16                     |                           |
| 26    | 1954-55 | R. RC Tirlemont           | Division 2                     | 12e/16                    |                           |
| 27    | 1955-56 | R. RC Tirlemont           | Division 2                     | 11e/16                    |                           |
| 28    | 1956-57 | R. RC Tirlemont           | Division 2                     | 15e/16                    | Relégué                   |
| 29    | 1957-58 | R. RC Tirlemont           | Division 3 série B             | 4e/16                     |                           |
| 30    | 1958-59 | R. RC Tirlemont           | Division 3 série A             | 7e/16                     |                           |
| 31    | 1959-60 | R. RC Tirlemont           | Division 3 série B             | 6e/16                     |                           |
| 32    | 1960-61 | R. RC Tirlemont           | Division 3 série B             | 5e/16                     |                           |
| 33    | 1961-62 | R. RC Tirlemont           | Division 3 série B             | 7e/16                     |                           |
| 34    | 1962-63 | R. RC Tirlemont           | Division 3 série B             | 11e/16                    |                           |
| 35    | 1963-64 | R. RC Tirlemont           | Division 3 série A             | 7e/16                     |                           |
| 36    | 1964-65 | R. RC Tirlemont           | Division 3 série B             | 6e/16                     |                           |
| 37    | 1965-66 | R. RC Tirlemont           | Division 3 série A             | 3e/16                     |                           |
| 38    | 1966-67 | R. RC Tirlemont           | Division 3 série B             | 1er/16                    | Champion et promu         |
| 39    | 1967-68 | R. RC Tirlemont           | Division 2                     | 16e/16                    | Relégué                   |
| 40    | 1968-69 | R. RC Tirlemont           | Division 3 série A             | 9e/16                     |                           |
| 41    | 1969-70 | R. RC Tirlemont           | Division 3 série A             | 11e/16                    |                           |
| 42    | 1970-71 | R. RC Tirlemont           | Division 3 série A             | 16e/16                    | Relégué                   |
| 43    | 1971-72 | R. RC Tirlemont           | Promotion série C              | 8e/16                     |                           |
| 44    | 1972-73 | R. RC Tirlemont           | Promotion série C              | 6e/16                     |                           |
| 45    | 1973-74 | R. RC Tienen              | Promotion série A              | 4e/16                     |                           |
| 46    | 1974-75 | R. RC Tienen              | Promotion série D              | 1er/16                    | Champion et promu         |
| 47    | 1975-76 | R. RC Tienen              | Division 3 série A             | 13e/16                    |                           |
| 48    | 1976-77 | R. RC Tienen              | Division 3 série A             | 10e/16                    |                           |
| 49    | 1977-78 | R. RC Tienen              | Division 3 série A             | 3e/16                     |                           |
| 50    | 1978-79 | R. RC Tienen              | Division 3 série B             | 10e/16                    |                           |
| 51    | 1979-80 | R. RC Tienen              | Division 3 série B             | 8e/16                     |                           |
| 52    | 1980-81 | R. RC Tienen              | Division 3 série A             | 10e/16                    |                           |
| 53    | 1981-82 | KVK Tienen                | Division 3 série B             | 13e/16                    | Relégué                   |
| 54    | 1982-83 | KVK Tienen                | Promotion série C              | 3e/16                     |                           |
| 55    | 1983-84 | KVK Tienen                | Promotion série B              | 1er/16                    | Champion et promu         |
| 56    | 1984-85 | KVK Tienen                | Division 3 série B             | 3e/16                     |                           |
| 57    | 1985-86 | KVK Tienen                | Division 3 série B             | 11e/16                    |                           |
| 58    | 1986-87 | KVK Tienen                | Division 3 série B             | 6e/16                     |                           |
| 59    | 1987-88 | KVK Tienen                | Division 3 série B             | 3e/16                     |                           |
| 60    | 1988-89 | KVK Tienen                | Division 3 série B             | 6e/16                     |                           |
| 61    | 1989-90 | KVK Tienen                | Division 3 série B             | 3e/16                     |                           |
| 62    | 1990-91 | KVK Tienen                | Division 3 série B             | 2e/16                     |                           |
| 63    | 1991-92 | KVK Tienen                | Division 3 série B             | 5e/16                     |                           |
| 64    | 1992-93 | KVK Tienen                | Division 3 série B             | 15e/16                    | Relégué                   |
| 65    | 1993-94 | KVK Tienen                | Promotion série B              | 3e/16                     |                           |
| 66    | 1994-95 | KVK Tienen                | Promotion série C              | 3e/16                     | Promu via tour final      |
| 67    | 1995-96 | KVK Tienen                | Division 3 série B             | 14e/16                    | Maintien via barrages     |
| 68    | 1996-97 | KVK Tienen                | Division 3 série B             | 9e/16                     |                           |
| 69    | 1997-98 | KVK Tienen                | Division 3 série B             | 4e/16                     |                           |
| 70    | 1998-99 | KVK Tienen                | Division 3 série B             | 1er/16                    | Champion et promu         |
| 71    | 1999-00 | KVK Tienen                | Division 2                     | 13e/18                    |                           |
| 72    | 2000-01 | KVK Tienen                | Division 2                     | 14e/18                    |                           |
| 73    | 2001-02 | KVK Tienen                | Division 2                     | 17e/18                    | [ saisons 5 ]             |
| 74    | 2002-03 | KVK Tienen                | Division 2                     | 14e/18                    |                           |
| 75    | 2003-04 | KVK Tienen                | Division 2                     | 17e/18                    | Relégué                   |
| 76    | 2004-05 | KVK Tienen                | Division 3 série B             | 8e/16                     |                           |
| 77    | 2005-06 | KVK Tienen                | Division 3 série B             | 1er/16                    | Champion et promu         |
| 78    | 2006-07 | KVK Tienen                | Division 2                     | 10e/18                    |                           |
| 79    | 2007-08 | KVK Tienen                | Division 2                     | 10e/19                    |                           |
| 80    | 2008-09 | KVK Tienen                | Division 2                     | 6e/19                     |                           |
| 81    | 2009-10 | KVK Tienen                | Division 2                     | 12e/19                    |                           |
| 82    | 2010-11 | KVK Tienen                | Division 2                     | 14e/18                    |                           |
| 83    | 2011-12 | KVK Tienen                | Division 2                     | 16e/18                    | Relégué après barrages    |
| 84    | 2012-13 | KVK Tienen                | Division 3 série B             | 9e/19                     | Rétrogradé                |
| 85    | 2013-14 | KVK Tienen-Hageland       | Promotion série C              | 1er/16                    | Champion et promu!        |
| 86    | 2014-15 | KVK Tienen-Hageland       | Division 3 série B             | 13e/18                    |                           |
| 87    | 2015-16 | KVK Tienen-Hageland       | Division 3 série B             | 16e/19                    | Relégué!                  |
| 88    | 2016-17 | KVK Tienen-Hageland       | Division 2 Amateur VFV série B | 14e/16                    | Barrages!                 |
| 89    | 2017-18 | KVK Tienen-Hageland       | Division 2 Amateur VFV série B | 15e/16                    | Relégué                   |
| 90    | 2018-19 | KVK Tienen                | Division 3 Amateur VFV série B | 1er/16                    | Champion et promu !       |
| 91    | 2019-20 | KVK Tienen                | Division 2 Amateur VFV série B | 1er/16                    | Champion et promu !       |
| 92    | 2020-21 | KVK Tienen                | Nationale 1                    | N/A                       | Saison annulée!           |
| 93    | 2021-22 | KVK Tienen                | Nationale 1                    | 11e/15                    |                           |
| 94    | 2022-23 | KVK Tienen                | Nationale 1                    | 12e/20                    |                           |
| 95    | 2023-24 | KVK Tienen                | Nationale 1                    | 13e/18                    |                           |
| 96    | 2024-25 | KVK Tienen                | Nationale 1 VV                 | .../16                    |                           |

## Entraîneurs
- 2005-févr. 2011 :  Daniël Nassen
- 2015-2016 :  Nicky Hayen
- Sept. 2017-nov. 2017 :  Jean-Pierre Vande Velde
- Déc. 2017-oct. 2018 :  Jo Claes
- Actuellement  Mr Houssam benmir